# Andrei Cristea
Andrei Cristea (ur. 15 maja 1984 w Bacău) – piłkarz rumuński grający na pozycji napastnika.

## Kariera klubowa
Karierę piłkarską Cristea rozpoczął w klubie FCM Bacău. W 2001 awansował do kadry pierwszej drużyny, a 1 czerwca 2002 zadebiutował w pierwszej lidze rumuńskiej w wygranym 2:0 domowym meczu z Glorią Bystrzyca. W FCM Bacău grał łącznie przez trzy sezony.
W 2004 Cristea przeszedł z Bacău do Steauy Bukareszt. W 2005 wywalczył ze Steauą swoje pierwsze w karierze mistrzostwo kraju, a w 2006 obronił z tym klubem tytuł mistrzowski. Latem 2006 odszedł do Politehniki Timișoara, której zawodnikiem był do 2008. W 2008 był wypożyczony z niej do Politehniki Iași.
Latem 2008 Cristea został zawodnikiem Dinama Bukareszt. W klubie tym zadebiutował 27 lipca 2008 w zremisowanym 1:1 wyjazdowym spotkaniu z Pandurii Târgu Jiu. W 2009 został wypożyczony z Dinama do Politehniki Iași. Latem 2009 wrócił do klubu z Bukaresztu i w sezonie 2009/2010 został z 16 golami królem strzelców rumuńskiej ligi.
W 2011 Cristea podpisał kontrakt z niemieckim drugoligowcem, Karlsruher SC. Swój debiut w Karlsruher SC zanotował 22 stycznia 2011 w meczu z Alemannią Aachen (2:4).
W 2012 Cristea wrócił do Dinama Bukareszt. W 2013 przeszedł do FC Brașov. Następnie grał w FK Qəbələ, Salernitanie, Martina Franca, a w 2016 trafił do CSM Politehnica Jassy.
| Sezon   | Klub                   | Kraj        | Rozgrywki             | Mecze | Bramki |
| ------- | ---------------------- | ----------- | --------------------- | ----- | ------ |
| 2001/02 | FCM Bacău              | Rumunia     | Divizia A             | 1     | 0      |
| 2002/03 | FCM Bacău              | Rumunia     | Divizia A             | 11    | 1      |
| 2003/04 | FCM Bacău              | Rumunia     | Divizia A             | 23    | 6      |
| 2004/05 | Steaua Bukareszt       | Rumunia     | Divizia A             | 28    | 7      |
| 2005/06 | Steaua Bukareszt       | Rumunia     | Divizia A             | 24    | 3      |
| 2006/07 | Politehnica Timișoara  | Rumunia     | Liga I                | 28    | 6      |
| 2007/08 | Politehnica Timișoara  | Rumunia     | Liga I                | 7     | 0      |
| 2007/08 | Politehnica Iași       | Rumunia     | Liga I                | 13    | 6      |
| 2008/09 | Dinamo Bukareszt       | Rumunia     | Liga I                | 8     | 2      |
| 2008/09 | Politehnica Iași       | Rumunia     | Liga I                | 15    | 7      |
| 2009/10 | Dinamo Bukareszt       | Rumunia     | Liga I                | 29    | 16     |
| 2010/11 | Dinamo Bukareszt       | Rumunia     | Liga I                | 11    | 4      |
| 2010/11 | Karlsruher SC          | Niemcy      | 2. Fußball-Bundesliga | 11    | 6      |
| 2011/12 | Karlsruher SC II       | Niemcy      | Regionalliga          | 1     | 0      |
| 2012/13 | Dinamo Bukareszt       | Rumunia     | Liga I                | 19    | 1      |
| 2013/14 | FC Brașov              | Rumunia     | Liga I                | 29    | 8      |
| 2014/15 | FK Qəbələ              | Azerbejdżan | Premyer Liqası        | 9     | 0      |
| 2014/15 | US Salernitana 1919    | Włochy      | Serie C1              | 8     | 2      |
| 2015/16 | AS Martina Franca 1947 | Włochy      | Serie C1              | 15    | 3      |
| 2015/16 | CSMS Jassy             | Rumunia     | Liga I                | 17    | 7      |
| 2016/17 | CSMS Jassy             | Rumunia     | Liga I                | 35    | 11     |
| 2017/18 | CSMS Jassy             | Rumunia     | Liga I                |       |        |

## Kariera reprezentacyjna
W swojej karierze Cristea występował w reprezentacji Rumunii U-21. W dorosłej reprezentacji zadebiutował 11 października 2003 roku w zremisowanym 1:1 towarzyskim meczu z Japonią.